# Liste der Kellergassen in Gänserndorf
Die Liste der Kellergassen in Gänserndorf führt die Kellergassen in der niederösterreichischen Gemeinde Gänserndorf an.
| Foto |                 | Kellergasse        | Standort                 | Beschreibung |
| ---- | --------------- | ------------------ | ------------------------ | --- |
| ja   | Datei hochladen | Am Halterberg      | KG: Gänserndorf Standort | Die beidseitige Einzelkellergasse liegt in einem Graben, ursprünglich im Hintaus, heute umgeben von Siedlungsgebiet. Auf 80 Metern Länge befinden sich elf Keller, mehrheitlich in Schildmauerform.            |
| ja   | Datei hochladen | Obere Kellergasse  | KG: Gänserndorf Standort | Die einseitige Einzelkellergasse liegt in einem Graben, ursprünglich im Hintaus, heute umgeben von Siedlungsgebiet. Auf 100 Metern Länge befinden sich 15 Keller, mehrheitlich in Schildmauerform.             |
| ja   | Datei hochladen | Untere Kellergasse | KG: Gänserndorf Standort | Die beidseitige Einzelkellergasse liegt in einem Graben im Ort, unmittelbar hinter der Kirche. Auf 130 Metern Länge befinden sich 23 mehrheitlich erneuerungsbedürftige Keller, vorwiegend in Schildmauerform. |

| Foto:                    | Fotografie der Kellergasse (Gesamtheit). Klicken des Fotos erzeugt eine vergrößerte Ansicht. Daneben finden sich zwei Symbole: \| Weitere Bilder vorhanden \| Das Symbol bedeutet, dass weitere Fotos des Objekts verfügbar sind. Durch Klicken des Symbols werden sie angezeigt. \| \| Eigenes Foto hochladen \| Durch Klicken des Symbols können weitere Fotos des Objekts in das Medienarchiv Wikimedia Commons hochgeladen werden. \| |
| Name:                    | Bezeichnung der Kellergasse |
| Standort:                | Es ist die Katastralgemeinde (KG) angegeben. Durch Aufruf des Links Standort wird die Lage der Kellergasse in verschiedenen Kartenprojekten angezeigt. |
| Beschreibung             | Kurze Beschreibung der Kellergasse |
| Weitere Bilder vorhanden | Das Symbol bedeutet, dass weitere Fotos des Objekts verfügbar sind. Durch Klicken des Symbols werden sie angezeigt. |
| Eigenes Foto hochladen   | Durch Klicken des Symbols können weitere Fotos des Objekts in das Medienarchiv Wikimedia Commons hochgeladen werden. |